# Victor Buono
Victor Charles Buono (San Diego, Califórnia, 3 de fevereiro de 1938 – Apple Valley, Califórnia, 1 de janeiro de 1982) foi um ator e comediante estadunidense.
Ele é mais lembrado por seus trabalhos nos filmes What Ever Happened to Baby Jane? (1962) e Hush... Hush, Sweet Charlotte (1964), ambos dirigidos por Robert Aldrich. Seu trabalho em What Ever Happened to Baby Jane? lhe garantiu indicações aos prêmios Globo de Ouro e Oscar de melhor ator coadjuvante. Também estrelou o filme bíblico The Greatest Story Ever Told (1965), além de vários seriados de televisão.
Trabalhou também na série televisiva Batman fazendo o personagem Rei Tut. Atuou também no filme de humor Cassino Royale de 1967 onde fazia um personagem que usava cadeira de rodas.

## Vida pessoal
Buono frequentou a Universidade de San Diego.
Buono gostava de ler e escrever, e um dos seus principais interesses era Shakespeare. "Quanto mais você o estuda", ele disse, "mais ele cresce". Ele também era altamente considerado um chef gourmet.
Em relação aos relacionamentos (e ao questionamento implícito de sua sexualidade), Buono é citado dizendo: "Ouvi ou li sobre atores sendo questionados sobre a pergunta imortal: 'Por que você nunca se casou?' Eles respondem com a desculpa imortal: 'Eu simplesmente não encontrei a garota certa'. Como sou robusto, ninguém me perguntou ainda. Se perguntarem, essa é a resposta que darei. Afinal, se fosse bom o suficiente para Monty Clift ou Sal Mineo..." Buono era enrustido, como a maioria dos atores gays da época, mas vivia com namorados e se referia a si mesmo como um "objetor de consciência" na "revolução da moralidade" da década de 1960.
Victor Buono foi encontrado morto em sua casa em Apple Valley, Califórnia, no dia 1 de janeiro de 1982, vitimado por um súbito ataque cardíaco.